# Hrîhorivske, Orihiv
Hrîhorivske (în ucraineană Григорівське) este un sat în așezarea urbană Komîșuvaha din raionul Orihiv, regiunea Zaporijjea, Ucraina.

## Demografie
Componența lingvistică a localității Hrîhorivske
     Ucraineană (94,44%)
     Rusă (4,94%)
Conform recensământului din 2001, majoritatea populației localității Hrîhorivske era vorbitoare de ucraineană (94,44%), existând în minoritate și vorbitori de rusă (4,94%).